# Phytosauria
Die Phytosauria (Phytosauridae, seltener Parasuchia (Parasuchidae)) sind eine ausgestorbene Gruppe räuberischer Archosaurier aus der Obertrias, die in Binnengewässern lebten.
Der Fossilbericht der Phytosauria setzt im Karnium ein und reicht bis in das Norium. Fossile Zeugnisse, darunter auch die gut erhaltungsfähigen Hautknochenelemente (Osteodermen), kommen vor allem aus dem mitteleuropäischen Keuper sowie aus den vergleichbaren Sedimentgesteinen von Indien und dem nordamerikanischen Südwesten. Ihren wissenschaftlichen Namen, der „Pflanzenechsen“ (gr. phyton „Pflanze“, sauros „Echse“) bedeutet, verdanken sie der ursprünglichen Annahme, Phytosaurier seien Pflanzenfresser gewesen, tatsächlich waren sie Fisch- oder Fleischfresser. Die Körperlänge der Phytosaurier lag zwischen zwei und zwölf Metern.

## Körperbau und systematische Einordnung
Die Tiere waren von ihrer äußerlichen Erscheinung (Habitus), der vergleichbar semi-aquatischen Lebensweise und der Größe den heutigen Krokodilen sehr ähnlich und können wohl auch in deren nähere Verwandtschaft gestellt werden. Doch gehören sie nicht in die Stammlinie der Krokodile und somit nicht zu deren Vorfahren; die Ähnlichkeit ist vielmehr eine Folge konvergenter Evolution. Der augenfälligste Unterschied zu den Krokodilen bestand in der Position der Nasenlöcher auf dem Schädel, die in der Nähe der Augen lagen und nicht am Vorderende der Schnauze.
Aufgrund ihres charakteristischen Sprunggelenks, das sich zwischen den Fußwurzelknochen Sprungbein (Astragalus) und Fersenbein (Calcaneus) befindet, werden die Phytosauria sowie einige weitere Archosauria-Gruppen mit den Krokodilen zu den Crurotarsi zusammengefasst und den Ornithodira (Flugsaurier und Dinosaurier inklusive der Vögel) gegenübergestellt.

## Gattungen und Arten

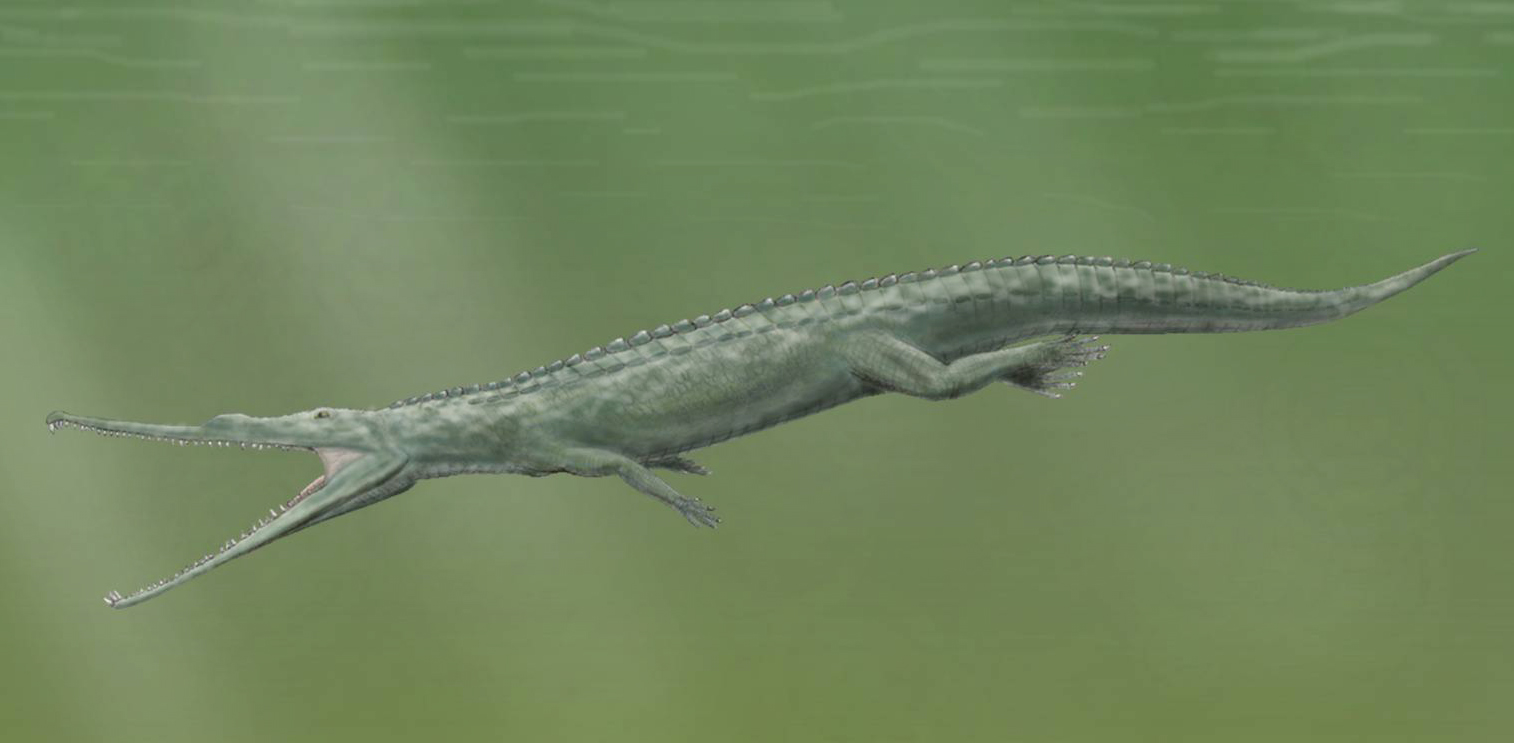
Lebendrekonstruktion von Paleorhinus cf. arenaceus aus der Karnium von Polen

Von den Phytosauria wurden zahlreiche Arten gefunden. Beispiele sind etwa Parasuchus hislopi aus Indien, Mystriosuchus planirostris aus dem süddeutschen Keuper oder Rutiodon caroliensis und Angistorhinus aus Nordamerika, alle mit einer langgezogenen, schmale Schnauze (Rostrum), die der des heutigen Gangesgavials ähnelt und zum Fischfang optimiert war. Demgegenüber besaß Nicrosaurus kapffi, ebenfalls aus dem süddeutschen Keuper, eine breite und lange Schnauze mit Knochenkamm und großen Zähnen, was darauf hindeutet, dass sich diese Gattung von Fleisch ernährte.
Folgende Gattungen sind wissenschaftlich beschrieben:
- Angistorhinopsis (wird als Nomen dubium gewertet)[2]
- Angistorhinus
- Belodon (Nomen dubium; die entsprechenden Fossilbelege wurden teils der Gattung Nicrosaurus, teils der Gattung Mystriosuchus zugeordnet)
- Brachysuchus
- Centemodon ?
- Diandongosuchus[1]
- Leptosuchus
- Mystriosuchus
- Nicrosaurus
- Paleorhinus
- Parasuchus
- Pseudopalatus
- Redondasaurus
- Rutiodon
- Smilosuchus